# فیکره سلاسی وگدرس
فیکره سلاسی وگدرس (گعز: ፍቅረ ሥላሴ ወግደረስ؛ ۱۳ ژوئیهٔ ۱۹۴۵ – ۱۲ دسامبر ۲۰۲۰) سیاستمدار اهل اتیوپی بود. وی از ۱۰ سپتامبر ۱۹۸۷ تا ۸ نوامبر ۱۹۸۹ نخست‌وزیر این کشور بود.
فیکره سلاسی وگدرس در ۱۲ دسامبر ۲۰۲۰، در سن ۷۵ سالگی درگذشت.